# Lijst van Belgische soldaten gefusilleerd in de Eerste Wereldoorlog
Het Belgische leger liet in de Eerste Wereldoorlog elf van de eigen soldaten fusilleren.
Het ging om:
- Alphonse Verdickt, uit Gent, 31 jaar, gefusilleerd te Walem op 21 september 1914, wegens desertie
- Jean Raes, uit Molenbeek, 26 jaar, gefusilleerd te Walem op 21 september 1914, wegens desertie;
- Elie De Leeuw, uit Brussel, 21 jaar, gefusilleerd te Mechelen op 21 september 1914, wegens lafheid;
- Léopold Noël, uit Kanne, 27 jaar, gefusilleerd te Nieuwkapelle op 18 oktober 1914, wegens desertie;
- Louis De Vos, uit Hoboken, 23 jaar, gefusilleerd te Nieuwpoort op 19 oktober 1914, wegens postverlating, verloor zijn jas;
- Pierre Alphonse Gielen, uit Kleine-Spouwen, 27 jaar, gefusilleerd te Nieuwpoort op 19 oktober 1914, wegens postverlating, verloor zijn jas;
- François-Victor Rémy, uit Farciennes, 23 jaar, gefusilleerd te Pervijze op 23 oktober 1914, wegens postverlating;
- Paul Vandenbosch, uit Elsene, 20 jaar, gefusilleerd te Pollinkhove op 4 mei 1915, shellshock;
- Henri Reyns, uit Daknam, 22 jaar, gefusilleerd te Oostvleteren op 17 mei 1915, shellshock;
- Alphonse Van Herreweghe, uit Dendermonde, 37 jaar, gefusilleerd te Wulpen op 6 juli 1915, doodde zijn commandant (Luitenant Edmond Moreau);
- en Aloïs Wulput, uit Molenbeek, 21 jaar, gefusilleerd te Oostduinkerke op 3 juni 1918, doodde zijn overste (Korporaal Marc Holemans), naar eigen zeggen per ongeluk.